# 帕氏麗花鮨
帕氏麗花鮨，為輻鰭魚綱鱸形目鱸亞目麗花鮨科的其中一種，分布於東南太平洋智利海域，為温帶海水魚，深度50-200公尺，體長可達17.9公分，棲息在深海底層水域，生活習性不明。